# Marcos André
Marcos André de Sousa Mendonça (nascut el 20 d'octubre de 1996), conegut com a Marcos André, és un futbolista professional brasiler que juga com a davanter al Reial Valladolid.

## Carrera de club

### Celta
Nascut a São Luís però criat a Coroatá a l'estat d'Maranhão, Marcos André va representar Sobradinho, Araguaína i Guaratinguetá en etapa juvenil. El març de 2015, va fer una prova al RC Celta de Vigo, equip de La Liga, signant un contracte de dos anys al juliol i sent inicialment assignat al filial.
A l'octubre de 2015, Marcos André va ser cedit al SD Órdenes de Tercera Divisió fins al final de la temporada. El següent 31 d'agost, va fitxar pel UD Logroñés B, també de quarta divisió, també amb un contracte temporal; durant la temporada, també va jugar regularment amb el primer equip de la Segona Divisió B.
El 17 de juliol de 2017 es va renovar la cessió de Marcos André per dos anys, ara definitivament assignat al primer equip. Va ser titular habitual del club, marcant 11 gols la temporada 2017-18 i deu gols la 2018-19, en què el club va perdre l'ascens als play-offs .

### Valladolid
El 23 de juliol de 2019, Marcos André va signar un contracte de quatre anys amb el Real Valladolid, sent cedit a l'equip B de la tercera divisió. El 30 d'agost va ser cedit per un any al CD Mirandés de Segona Divisió.
Marcos André va debutar com a professional el 31 d'agost de 2019, entrant a la segona part com a substitut de Mario Barco en una derrota per 2-0 fora de casa contra el CD Numancia. Va marcar el seu primer gol a la segona divisió el 29 de setembre, en un empat a 1 fora de casa contra el Deportivo de La Coruña, i va acabar la temporada amb 12 gols.
En tornar de la cessió, Marcos André va ser assignat al primer equip de La Liga, i va debutar a la categoria el 3 d'octubre de 2020 com a titular en una derrota per 2-1 a casa contra la SD Eibar. En la seva segona aparició, el 8 de novembre, va marcar el segon gol del seu equip en una victòria per 2-1 a casa contra l'Athletic de Bilbao.

### València
El 25 d'agost de 2021, després del descens del Valladolid, Marcos André va fitxar pel València CF de la màxima categoria, amb un contracte de cinc anys. Utilitzat principalment com a suplent en la seva primera temporada, va marcar el seu primer gol el 25 de setembre al quart minut del temps afegit per aconseguir un empat a casa contra l'Athletic; el següent 16 de gener, als vuitens de final de la Copa del Rei, va marcar l'únic gol al primer minut al CE Atlètic Balears, de tercera divisió.

### Retorn al Valladolid
El 29 d'agost de 2023, Marcos André va tornar al Valladolid amb un contracte de cinc anys, amb el club a la segona divisió.

## Palmarès
Mirandés
- Copa Federación d'España: 2018–19[18]